# Arp 208
Arp 208 ist eine Galaxie im Sternbild Herkules. Das Galaxie ist etwa 417 Millionen Lichtjahre von der Milchstraße entfernt. Halton Arp gliederte seinen Katalog ungewöhnlicher Galaxien nach rein morphologischen Kriterien in Gruppen. Diese Galaxie gehört zu der Klasse Galaxien mit vom Kern ausgeschleuderter Materie.

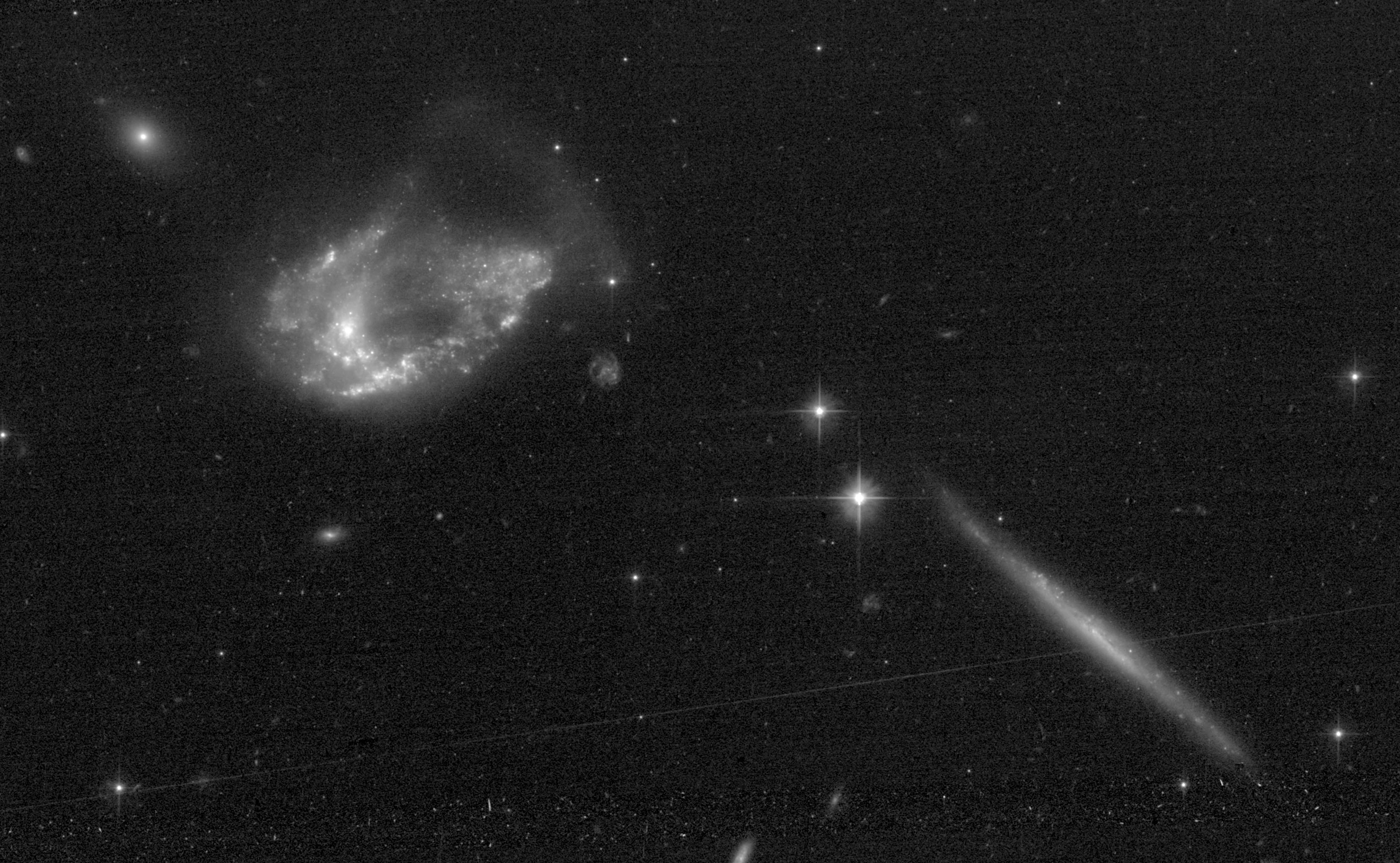
Aufnahme mithilfe des Hubble-Weltraumteleskops